# Новоайдарський краєзнавчий музей
Новоайдарський краєзнавчий музей (НАКМ) був відкритий у 1979 році у місті Новоайдар, що раніше належало до Ворошиловградської області (тепер Луганська область). Його створили на громадських засадах за ініціативою та зусиллями краєзнавців В. Бахмутського та Н. Андросової. Музей мав значний внесок у вивчення та збереження історії регіону, завдяки роботі таких видатних осіб, як Д. Циба.
За час свого існування музей зібрав багато цінних артефактів та документів, пов'язаних з історією Новоайдарщини. Експозиція музею охоплює різні періоди історії регіону, включаючи колекції палеонтологічних знахідок, археологічних знахідок, предметів етнографії, а також матеріали, пов'язані з періодами міжвоєнного та сучасного часу. Крім того, музей використовує сучасні методи роботи з відвідувачами, такі як віртуальні екскурсії та організація різноманітних заходів.
У складі Новоайдарського краєзнавчого музею також входять музеї у селах Колядівка та Смолянинове. Музей історії села Колядівка був заснований у 1967 році, а музейний комплекс Смолянинівського села — у 1989 році. Обидва музеї відображають історію та культуру своїх регіонів через експозиції, присвячені різним історичним періодам, а також різноманітним подіям та видатним особам, пов'язаним з цими місцями.